# Вся жизнь впереди (фильм, 1977)
«Вся жизнь впереди» (фр. La Vie devant soi) — французский драматический фильм израильского режиссёра Моше Мизрахи, адаптация одноимённого романа Эмиля Ажара.

## Сюжет
История о мадам Розе, которая сама в прошлом была проституткой и теперь воспитывает детей проституток. Будучи еврейкой, она выжила в Аушвице. Среди детей Роза особенно выделяет старшего Мохаммеда, парня арабского происхождения.

## В ролях
- Симона Синьоре — мадам Роза
- Михал Бат-Адам — Надин
- Сами Бен-Юб — Момо
- Габриэль Жаббур
- Женевьев Фонтанель — Марис
- Бернар Ла Жарриж
- Клод Дофен
- Коста-Гаврас — Рамон

## Награды и номинации
Премия «Оскар» 1978:
- Лучший фильм на иностранном языке (награда)[1]

Премия «Золотой глобус» 1978:
- Лучший иностранный фильм (номинация)[2]

Премия «Сезар» 1978:
- Лучшая актриса — Симона Синьоре (награда)
- Лучшие декорации — Бернар Эвейн (номинация)
- Лучший звук — Жан-Пьер Ру (номинация)

Премия «Давид ди Донателло» 1978:
- Лучшая иностранная актриса — Симона Синьоре (награда)